# Franz Op den Orth
Franz Op den Orth (* 28. November 1902 in Essen; † 10. März 1970 in Ampfing) war ein deutscher Politiker (SPD).

## Leben und Beruf
Nach dem Volksschulabschluss absolvierte Op den Orth eine Maschinenbauerlehre bei der Friedrich Krupp AG in Essen und arbeitete anschließend in diesem Beruf. Gleichzeitig besuchte er Berufs-, Industrie- und Maschinenbauschulen, bildete sich sieben Jahre lang an der Volkshochschule fort und belegte akademische Abendkurse. Er war seit 1925 Mitarbeiter in der sozialistischen Presse und fungierte bis 1933 als Jugendleiter der Gewerkschaften in Essen und Hattingen. 1928 besuchte er die Wirtschafts- und Betriebsräteschule der Gewerkschaften in Bad Dürrenberg und 1930/31 die Wirtschaftsschule des Allgemeinen Deutschen Gewerkschaftsbundes (ADGB) in Bernau bei Berlin.
Nach der Machtübernahme der Nationalsozialisten wurde Op den Orth 1933 von der SA verhaftet und kurzzeitig in „Schutzhaft“ genommen. Er arbeitete seit 1934 erneut bei der Essener Krupp AG und war von 1935 bis 1939 als Dieselspezialist im Ausland (Spanien, Portugal, Jugoslawien, Rumänien, Niederlande, Dänemark und Schweden) tätig. 1939 wurde er als Werkmeister bei der Generalvertretung der Krupp AG in Schweinfurt beschäftigt. Von 1942 bis 1945 nahm er als Soldat am Zweiten Weltkrieg teil. Während des Krieges wurde er als Heereswerkmeister bei der Panzertruppe eingesetzt. Bei Kriegsende geriet er in britische Gefangenschaft, aus der er im September 1945 entlassen wurde. Von 1946 bis 1951 war er als Redakteur bei der sozialdemokratischen Zeitung Der Volkswille in Schweinfurt tätig.

## Partei
Op den Orth war während der Zeit der Weimarer Republik Mitglied des Gründungskomitees des Reichsbanners Schwarz-Rot-Gold in Essen und Leiter der dortigen Jungmannschaft. Nach 1945 trat er in die SPD ein. Er fungierte als Parteisekretär in Bayern und war zeitweise Vorsitzender der SPD-Unterbezirkes Schweinfurt.

## Abgeordneter
Op den Orth war 1933 Ratsmitglied der Stadt Hattingen. Er gehörte 1946 der Verfassunggebenden Landesversammlung Bayerns an und war von 1946 bis zu seiner Mandatsniederlegung am 17. April 1954 Mitglied des Bayerischen Landtages. Dem Deutschen Bundestag gehörte er von 1953 bis 1957 an. Er war über die Landesliste Bayern ins Parlament eingezogen.